# Niphoparmena basilewskyi
Niphoparmena basilewskyi är en skalbaggsart som beskrevs av Stefan von Breuning 1960. Niphoparmena basilewskyi ingår i släktet Niphoparmena och familjen långhorningar. Inga underarter finns listade i Catalogue of Life.